# После потопа (слика)
После потопа (енгл. After the Deluge), позната и као Четрдесет први дан (енгл. The Forty-First Day) и Сунце (енгл. The Sun) је симболистичка слика енглеског уметника Џорџа Фредерика Вотса. Дело рађено у техници уље на платну, први пут је изложено под именом Сунце у непотпуном облику 1886. године, а завршена је 1891. године. Слика приказује сцену из прича о Ноју и потопу, у којој после 40 дана кише, Ноје отвара прозор своје Арке да види да ли је киша престала. Џорџ је сматрао да је модерно друштво у пропадању због недостатка моралних вредности и често је сликао дела на тему потопа и чишћења друштва од људи који су недостојни. Слика има форму стилизованог морског пејзажа, којим доминира јарки сунчев прасак, који се пробија кроз облаке. Иако је ово била тема коју је Џорџ претходно обрадио у Генију грчке поезије 1878. године, у После потопа је заузео радикално другачији приступ и јасно је желео да изрази своју монотеистичку визију света. Овом сликом је намеравао да дочара Бога у чину стварања, али избегао је да директно прикаже Створитеља.
Недовршена слика била је изложена у цркви у Вајтчепелу 1886. године, под намерно поједностављеним насловом Сунце. Џорџ је наставио да ради на слици још пет година, а завршена верзија је први пут била изложена у лондонској Новој галерији 1891. године. Између 1902. и 1906. године, слика је била излагана широм Уједињеног Краљевства, а сада се налази у колекцији Галерије Вотс у Комптону, Сари. Упркос одушевљеним критикама савременика о слици, Џорџ је није уврстио у свој поклон нацији, јер ово дело није сматрао једним од својих најзначајнијих дела. Године 1904. непосредно пре уметникове смрти, слика је пренета у галерију Вотс у Комптону, где се и даље налази.

## Позадина и историјат стварања
Џорџ Фредерик Вотс, син лондонског произвођача музичких инструмената, је рођен 1817. године. Критичари су приметили да је рад Џорџа Фредерика Вотса окружен са три главне теме – љубав, смрт и савест. Његова два брата су умрла 1823. а мајка 1826. године, што је Џорџу дало опсесију смрћу која је трајала током целог његовог живота. То је посебно видљиво на слици Пресуда смрти, намењеној капели гробља сиромашних и на којој је Џорџ радио више од три деценије, покушавајући да покаже да смрт суди свима подједнако, и једним и другим, и војводи и просјаку. Прибегавајући алегорији у приказивању ових тема, Џорџ је на својим платнима алегоријски отелотворио стварне проблеме индустријског доба, у неким случајевима чак и нагињући соцреализму. У детињству, видевши довољно градске патње – проституције, бескућништва и тешког рада, покушао је на овај начин да промени живот обичних људи. Џорџ је од раног детињства самостално зарађивао за живот. Постао је шегрт за вајара са 10 година, а до средине тинејџерских година био је довољно вешт као уметник да зарађује за живот као сликар портрета, захваљујући свом сликарском таленту. Са 18 година примљен је на Краљевску академију уметности, иако му се нису свиђали њихови методи и његово похађање је било повремено. Међутим, његови радови су уживали успех на академским изложбама, а и сам је могао да се потпуно посвети у остатку живота својој главној страсти – сликарству. После четири године живота у Италији, Џорџ се вратио у Лондон, где га је обузео напад депресије и меланхолије, што га је навело да наслика неколико изразито суморних дела. У то време његова уметничка вештина је била надалеко позната, па се Џорџ концентрисао на сликање портрета, који су такође били изузетно цењени, и убрзо је уметник изабран у Краљевску академију, у то време највишу част која је била доступна уметнику. Међутим, прилично се брзо разочарао у поредак који је тамо владао. Истовремено, Џорџ је тежио да живи што ближе природи, био је познат по својој изолованости и на сваки могући начин избегавао је јавну, друштвену активност, не удостојивши се ни упознавању краљице Викторије, која је дошла да га види.
Од 1870. па надаље постао је надалеко познат као сликар алегоријских и митских тема; и до тада је био један од најцењенијих уметника на свету. У међувремену, није могао или није хтео да се придружи било ком од постојећих уметничких покрета, ни стереотипним прерафаелитима, ни веома ватреним моралистима, остајући у критикама критичара као један од „херојских губитника” или „ситан и претенциозан” представник британске уметности викторијанске ере касног времена. У том периоду су научна открића у области свемира у XIX веку истовремено шокирала и фасцинирала људе, а стари систем веровања у коме је човек био центар универзума је оборен. С обзиром на то, пред интелектуалцима је постављен задатак да сагледавају нова знања, док су уметници почели да траже иновативне слике за приказ достигнућа науке.
За своју будућу слику, Џорџ је одабрао сцену мита о потопу, у којој Ноје отвара прозор своје барке након 40 дана непрестане кише и види да се коначно киша завршила, али да вода још није спласнула. Уметник је одлучио да замисли како се након 40 дана први пут појавило јарко Сунце усред облачног неба. Мотиви Ноја и потопа били су чест мотив уметниковог стваралаштва. Џорџ је чврсто веровао да је у његовом савременом свету жеља за богатством стављена изнад друштвених вредности и да ће овај став, који је уметник описао као „лицемерни вео свакодневних жртава које се приносе овом божанству”, једног дана довести до пропадање друштва.
Према историчару уметности и специјалисти за викторијанско сликарство, Хилари Андервуд са Универзитета у Сарију, Џорџ је насликао толико слика на тему Нојевог живота јер је вероватно видео паралеле између модерности и антике, које се састоје у могућности чишћења друштво уз очување оних људи који се и даље придржавају моралних стандарда. Уметник је више пута истакао да „пише идеје а не ствари”, стога је за њега приказивање природног пејзажа  било само оруђе за сликање дубоког смисла свих ствари. Упечатљиви пример из тог периода ауторовог стваралаштва је слика Хаос насликана 1882. године, која приказује како Сунце осветљује последице поплава, пада дивова и почетка времена. Ово дело је инспирисано Џорџевим сопственим акварелима из 1845. године.

## Композиција
Слика је насликана у техници уље на платну, а димензије су јој 104 × 178 cm. Композиционо, дело припада форми стилизованог морског пејзажа.
Изнад пространстава мирног мора је велико Сунце, са зрацима које осветљавају околне облаке и као да се протежу изван ивица платна, наговештавајући космичку енергију звезде. Композиција овог Вотсовог дела тематски је одјек слике Вилијама Тарнера Светлост и боја (Гетеова теорија) – Јутро после потопа – Мојсије пише Постање, насликану 1843. године. Средиште Тарнеровог сликарства је круг Сунца, који емитује јарку светлост, наспрам којег се виде обриси људских фигура, и ниједно Тарнерово дело се никада није приближило чистој апстрактној уметности као Вотсова композиција.
У овој фази своје каријере Вотс је редовно сликао слике које повезују природне догађаје који изазивају страхопоштовање и вољу Божију. Његов фокус на Сунце одражава његово дугогодишње интересовање за њега као божански симбол. Нојева жртва, насликана око 1865. приказао је Ноја како приноси жртву Сунцу у знак захвалности за спас своје породице. Ово интересовање за Сунце је вероватно потекло од Џорџовог познанства Макса Милера, који је опширно писао о соларним теоријама митологије (веровање да су религије Европе, Блиског истока и јужне Азије на крају изведене из прото-индоевропског обожавања Сунца). Пишући након Џорџеве смрти, његова удовица Мери Сетон Вотс написала је да:
Посетилац који је гледао После потопа приметио да је, према његовим осећањима, сасвим могуће уклопити лик Створитеља у такву шему боја. „Ах, не”, одговорио је г. Вотс. „Али то је управо оно што бих могао да пожелим да натерам оне који гледају слику да замисле. Рука Створитеља се креће светлошћу и топлотом ка поновном стварању. Нисам покушао да насликам портрет Сунца — тако нешто се не може насликати — али сам желео да вас импресионирам идејом о његовој огромној моћи.”— Мери Сетон Вотс, написано око 1910.
Џорџ је раније приказао наранџасто Сунце изнад равног мора у свом делу Геније грчке поезије коју је уметник започео 1856. током посете Халикарнасу, а завршио тек 1878. године. Међутим, тема и композиција После Потопа су били радикално другачије. Геније грчке поезије упућује гледаоца на идеју пантеизма уз помоћ богова који персонификују силе природе оличених у људском облику, међу којима се истиче значајна фигура Генија. После Потопа је изричито замишљен као монотеистичка слика, која призива и величанственост и искупитељску милост једног свемоћног Бога који се упушта у чин стварања.
Године 1902. непосредно пре своје смрти, Џорџ се вратио теми Ствараоца на слици Сејач система, у којој је први пут у својим делима укључио директну слику Бога у „богатом огртачу у коме је све уткано“. Овај рад је вероватно инспирисан Џорџевим посматрањем звезда кроз телескоп Џејмса Саута и одражава уметникову страст према астрономији.

## Излагање и критике
Недовршена верзија слике, под називом Сунце, била је изложена 1886. у цркви Светог Јуде, у Вајтчепелу. Изложбе ове врсте су, посебно за необразоване слојеве становништва, организовали викар цркве Семјуел Барнет и његова супруга Хенријета, који су себе сматрали „мисионарима цивилизације“. Барнет је овим догађајима желео да унесе бар мало лепоте у животе сиромашних. Џорџ је често и намерно упрошћавао наслове својих дела намењеним таквим изложбама, а ова слика није била изузетак. Барнет и Џорџ су били блиски пријатељи, а викар је често узимао уметников рад за своје изложбе. Предњи део цркве украшен је великим Џорџевим мозаиком под називом Време, смрт и суд. После ове изложбе, Џорџ је радио на слици још пет година.
Готова верзија слике, под насловом После потопа, била је изложена 1891. у Новој галерији у Лондону. Дело је било познато и као Четрдесет први дан. На изложби 1891. а касније и 1897. године, такође у Новој галерији, уз слику је стављено објашњење, које је можда, како верују критичари, написао сам Џорџ:
Трансцендентна моћ светлости и топлоте избија да би поново створила; мрак је прогнан; воде, покорне вишој вољи, већ се распршују у испарене магле и нестају са лица земље.— белешка која прати После потопа на њеним изложбама у Новој галерији.

Између 1902. и 1906. слика је била изложена широм земље, укључујући Корк, Единбург, Манчестер и Даблин, као и у Вотсовој галерији у Литл Холанд Хаусу. Значајно је да је давне 1881. године сликар подигао стаклени кров на својој кући и викендом је отварао за јавност, што је уметнику донело још већу славу. Године 1904. непосредно пре уметникове смрти, дело је пребачено у новоотворену галерију Вотс у Комптону.
Иако је Џорџ сликао пејзаже током свог живота, такав рад није сматрао врхунцем свог стваралаштва. Пример за то је чињеница да је током 1886. и 1902. године поклонио колекцију слика нацији за јавно приказивање и међу 23 најзначајнија непортретна дела, није се нашла ни једна пејзажна слика. Од 1883. Џорџ је поклонио све портрете које је сматрао значајним Националној галерији портрета. Године 1886. поклонио је девет слика Музеју Јужног Кенсингтона (сада Музеј Викторије и Алберта). Још 18 слика је поклоњено отварању новостворене Националне галерије британске уметности (сада Британска галерија Тејт) 1897. године, а сликар је касније овој институцији поклонио још 5 својих дела. Као последица изостављања пејзажних слика нацији, После потопа није међу његовим познатијим делима, иако су је његови савременици и други уметници веома ценили. Пример томе је опис из 1907. године, у којој је уметник Валтер Баиес написао да је После потопа „врста пејзажа коју повезујемо са именом господина Вотса, пејзаж из којег је елиминисано све што је грубо и материјално, и који нуди остатак који је нека врста сублимације од свих најпоетичнијих елемената у природи”. Неки критичари такође сматрају да је Џорџева слика, у две деценије од прве изложбе, утицала на рад уметника као што су Морис Шабас, Ђузепе Пелиза да Волпедо, Едвард Мунк, Алберт Тракел, Јенс Вилумсен, Јуџин Јансон, Пол Серузије. Посебно се истиче сличност уметничких приступа Џорџа Фредерика Вотса и Винсента ван Гога, који је у својим делима приказао непрекидну промену природе, која се дешава сама од себе, без обзира на људске активности. Паралеле се могу повући са Ван Гоговим делом Сејач, које је једноставно засићено Сунцем у виду светлосних токова који тече централно из композиције.
- Сунце, Мунк
- Излазак сунца, да Волпедо
- Сејач, ван Гог

Тренутно се слика После потопа налази у колекцији галерије Вотс.